# Myrmecium bifasciatum
Myrmecium bifasciatum är en spindelart som beskrevs av Władysław Taczanowski 1874. Myrmecium bifasciatum ingår i släktet Myrmecium och familjen flinkspindlar. Inga underarter finns listade i Catalogue of Life.